# Resolución 1514 del Consejo de Seguridad de las Naciones Unidas
La resolución 1514 del Consejo de Seguridad de las Naciones Unidas, aprobada por unanimidad el 13 de noviembre de 2003, tras reafirmar la Resolución 1479 (2003) sobre la situación en Côte d'Ivoire (Costa de Marfil) y las resoluciones 1464 (2003) y 1498 (2003), prorrogó el mandato de la Misión de las Naciones Unidas en Côte d'Ivoire (MINUCI) hasta el 4 de febrero de 2004. 
El Consejo de Seguridad reafirmó el Acuerdo de Linas-Marcoussis y su oposición a los intentos de alcanzar el poder por medios inconstitucionales . Se destacó la necesidad de que todas las partes marfileñas participen en el Gobierno de Reconciliación Nacional, recuperen su autoridad efectiva en todo el país y asuman compromisos con respecto al programa de desarme, desmovilización y reintegración de los excombatientes y la reestructuración de las fuerzas armadas . Al igual que en resoluciones anteriores, el Consejo elogió a la Comunidad Económica de los Estados de África Occidental (CEDEAO) y a las fuerzas francesas por sus esfuerzos para promover una solución pacífica en Côte d'Ivoire.
Se pidió al Secretario General, Kofi Annan, que informara al Consejo antes del 10 de enero de 2004 sobre los esfuerzos de la MINUCI para facilitar la paz y la estabilidad en Côte d'Ivoire y sobre el fortalecimiento de la presencia de las Naciones Unidas en el país. 